# Stanisław Syroczyński
Stanisław Syroczyński (ur. 1848 w Jurkowcach w guberni kijowskiej, zm. 20 kwietnia 1912 w Kijowie) – polski działacz społeczny, filantrop i deputowany do Rady Państwa Imperium Rosyjskiego. 

## Życiorys
Urodził się w guberni kijowskiej w polskiej rodzinie ziemiańskiej osiadłej na Ukrainie. Kształcił się na Akademii Rolniczej w Moskwie, z wykształcenia był inżynierem leśnikiem. Przez kilka lat pracował w tym charakterze w gubernii tambowskiej, a następnie wrócił do Jurkowców. Tam rozpoczął swoją działalność społeczną w środowisku polskich ziemian. W 1906 roku współzakładał Polskiego Stronnictwo Narodowe na Rusi.
W 1906 roku został wybrany na reprezentanta gubernii kijowskiej do Rady Państwa Imperium Rosyjskiego i pełnił tę funkcję do 1909 roku. Rozpoczął zbiórkę na budowę polskiego szpitala w Kijowie – na ten cel przeznaczył w swoim testamencie 150 tysięcy rubli. Zbudowany w okolicach Łukjanowki szpital został otwarty w 1914 roku i nosił imię Syroczyńskiego; obecnie w tym budynku mieści się Instytut Neurochirurgii kijowskiego szpitala. 
Zmarł w 1912 roku w Kijowie, pochowany jest na Cmentarzu Bajkowa w Kijowie.

## Wyróżnienia
W 1910 roku nominował Michała Tyszkiewicza do Pokojowej Nagrody Nobla. Był jednym z fundatorów Szkoły Rzemieślniczej w Lublinie (w swoim testamencie przekazał trzydzieści tysięcy rubli na rzecz oświaty), którą nazwano jego imieniem - obecnie jest patronem Zespołu Szkół Samochodowych w Lublinie.

## Życie prywatne
Brat Leona Syroczyńskiego.